# 海膽亞門
海膽亞門（學名：Echinozoa）是動物界棘皮動物門之下的一個亞門，其下物種的身體形態基本上是輻射對稱球體的衍生，無腕。現存的類群包括海膽和海參。